# Jens Böhrnsen
Jens Böhrnsen, né le 12 juin 1949 à Brême, est un homme d'État allemand, membre du Parti social-démocrate d'Allemagne (SPD).
Il est président du Sénat de Brême et bourgmestre de Brême de 2005 à 2015. Président du Conseil fédéral entre 2009 et 2010, il exerce à ce titre les fonctions de président fédéral pendant un mois, à la suite de la démission de Horst Köhler.

## Biographie

### Famille
Fils de Gustav Böhrnsen, persécuté par les nazis pour son appartenance au Parti communiste d'Allemagne (KPD) et président du groupe du SPD au Parlement de Brême de 1968 à 1971, il est né dans le quartier de Gröpelingen, à Brême. 
Jens Böhrnsen, installé dans le quartier de Burgelsum et membre de l'Église protestante de Brême, est père de deux fils, issus de son premier mariage. Sa seconde épouse, Luise Morgenthal, est morte d'une hémorragie cérébrale à 58 ans, le 7 mars 2007.

### Formation et carrière
Après avoir passé son Abitur en 1969, il poursuit des études supérieures de droit à l'université Christian Albrecht de Kiel et obtient en 1973 son premier diplôme juridique d'État dans le Schleswig-Holstein. De 1974 à 1975, il accomplit son service civil.
Il décroche son second diplôme juridique d'État à Hambourg en 1977 et commence aussitôt à travailler comme juriste dans l'administration publique régionale de Brême. Il devient juge en 1978 et intègre le tribunal administratif de Brême deux ans plus tard.
Il prend en 1991 la présidence de la sixième chambre du tribunal, compétente à l'égard des fonctionnaires, et la conserve durant quatre ans.

### Débuts en politique
Membre du SPD depuis 1967, il est élu député au Bürgerschaft de Brême pour la première fois le 14 mai 1995. Réélu en 1999, il prend la présidence du groupe parlementaire du SPD, qu'il conserve après les élections de 2003.

### Président du Sénat de Brême
Le 8 novembre 2005, environ trois semaines après sa très large victoire aux primaires sociales-démocrates, il est investi président du Sénat par le Bürgerschaft en remplacement d'Henning Scherf, au pouvoir depuis 1995 et dont il conserve la grande coalition. À ce titre, il devient simultanément et automatiquement bourgmestre de la ville de Brême. Pendant ce mandat, il occupe également le poste de sénateur pour la Justice. 
Il se présente pour un second mandat aux élections régionales du 13 mai 2007, où il s'impose avec 36 % des voix et 32 députés sur 83. Bien que sa coalition conserve une majorité de 55 sièges, il préfère s'allier aux Verts, qui ont obtenu 14 élus. Jens Böhrnsen est ainsi, de 2007 à 2010, le seul chef de gouvernement allemand à être soutenu par une coalition rouge-verte. En tant que président du Sénat, il s'oppose notamment à la fusion de son Land, le plus petit et le moins peuplé d'Allemagne, avec celui de Basse-Saxe, dans lequel il est enclavé.
Il est reconduit pour un troisième mandat après les élections locales du 22 mai 2011, sa coalition remportant 61,1 % des suffrages et 57 députés sur 83. Cinq semaines plus tard, il forme son troisième Sénat.

### Président du Bundesrat

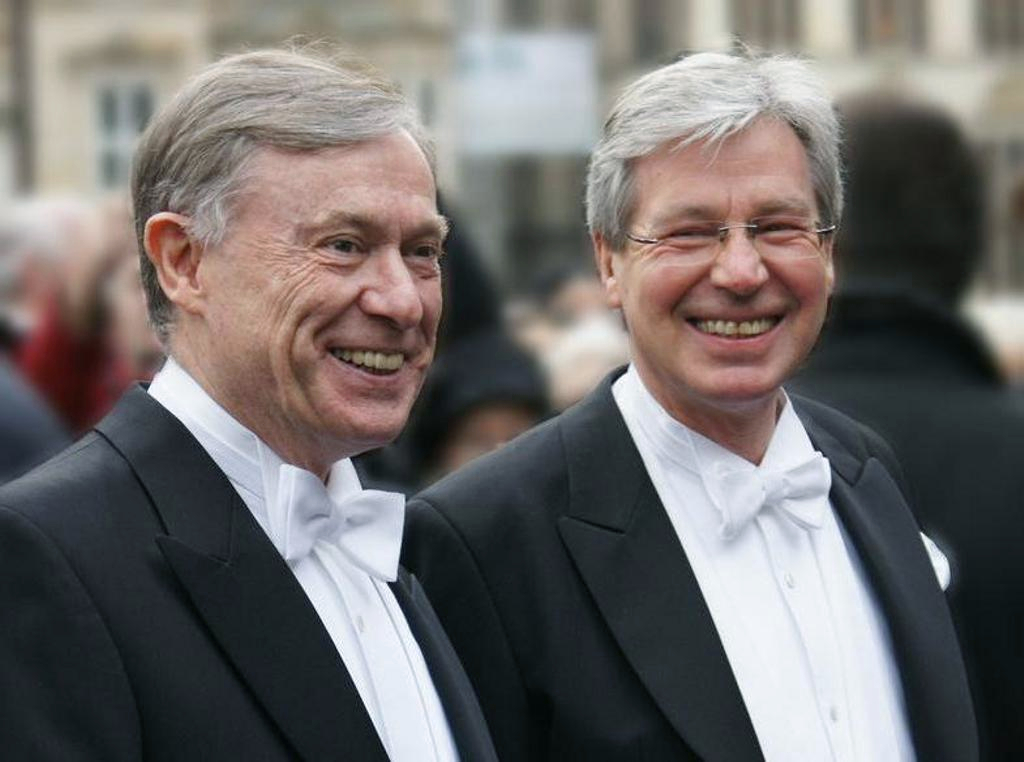
Horst Köhler et Jens Böhrnsen, en 2009.

À partir du 1er novembre 2009, il exerce, pour un an, la présidence tournante du Conseil fédéral. Il préside par ailleurs la commission de conciliation entre le Bundestag et le Bundesrat, et occupe la vice-présidence de la commission commune aux deux assemblées pour la réforme des relations financières entre l'État fédéral et les Länder.
Après la démission d'Horst Köhler le 31 mai 2010, il devient président fédéral par intérim, ce qui constitue une première depuis 1949. Il exerce l'intérim jusqu'au 30 juin, quand Christian Wulff est élu président. Le 1er novembre suivant, il cède la présidence du Conseil fédéral à Hannelore Kraft et occupe, jusqu'au 31 octobre 2011, la première vice-présidence de l'institution.